# Carposina subumbrata
Carposina subumbrata là một loài bướm đêm thuộc họ Carposinidae. Nó là loài đặc hữu của Oahu.
Ấu trùng ăn Scaevola chamissoniana. They form galls on the stems of their host plant.